# Taubagame
Die Taubagame (Tympanocryptis tetraporophora) ist eine Art der Schuppenkriechtiere aus der Familie der Agamen (Agamidae). Sie gehört zu der Gattung Tympanocryptis.

## Aussehen
Die Taubagame erreicht eine Gesamtlänge von bis zu 14 Zentimetern. Dabei macht der Schwanz etwas mehr als die Hälfte der Länge aus. Tympanocryptis tetraporophora zeichnet sich durch die rötlich braune Färbung, die feingliedrigen Gliedmaßen und gegebenenfalls vorhandener Querbänderung, die zum Schwanz hin wesentlich deutlicher wird. Die Unterseite der Tiere ist weiß bis hellbeige. Das Trommelfell liegt nicht frei, welches allerdings nicht heißt, dass Tympanocryptis tetraporophora taub ist, wie es der etwas irreführende Name behauptet.
- Geschlechtserkennung
  - Männchen kann man am dicklichen Schwanzansatz erkennen, in dem sich der Hemipenis befindet.
  - Weibchen besitzen einen schnell dünner werdenden Schwanz. Bei Trächtigkeit verfärbt sich der Hinterkopf oft grau.

## Lebensraum
Tympanocryptis tetraporophora, stammt aus Australien und bewohnt hauptsächlich New South Wales, West-Australia, Kimberley-Division, Victoria, Queensland, Kimberley-Division, South Australia und Northern Territory.
Die Taubagame ist ein Halbwüsten- und Steppenbewohner. Dort herrschen Temperaturen von 25° bis zu 50 °C.

## Ernährung
Die Taubagame ist Ansitzjäger und ernährt sich überwiegend von Insekten, selten auch  von pflanzlicher Kost. Sie haben als Steppenbewohner einen relativ hohen Wasserbedarf, welchen sie durch ihre feste, schuppige Haut allerdings recht niedrig halten können.